# Aaron Donald
Aaron Charles Donald (* 23. Mai 1991 in Pittsburgh, Pennsylvania) ist ein ehemaliger US-amerikanischer American-Football-Spieler in der National Football League (NFL). Er spielte von 2014 bis 2023 für die St. Louis/Los Angeles Rams als Defensive Tackle und gewann mit ihnen den Super Bowl LVI (2021). Vor seiner professionellen Karriere spielte er College Football an der University of Pittsburgh. Über den Verlauf seiner NFL-Karriere wurde er dreimal zum Defensive Player of the Year ernannt und gilt als einer der besten Verteidiger aller Zeiten.

## Frühes Leben
Donald, ein gebürtiger Pittsburgher, wuchs als eines von drei Kindern im Stadtviertel Lincoln-Lemington-Belmar auf. Sein Vater führte ihn in das Training ein, um mehr Struktur in das Leben seines Sohnes zu bringen. Donald selbst gab später zu, dass er „als Kind faul“ war. Im Alter von 12 Jahren standen er und sein Vater um 4:30 Uhr auf und trainierten fast zwei Stunden im selbstgebauten Fitnessstudio im Keller.
Donald besuchte die Penn Hills High School, wo er unter der Leitung von Head Coach Ron Graham High-School-Football spielte. Er wurde in seinen letzten beiden Schuljahren jeweils in das All-State Class AAAA-Team gewählt und verzeichnete als Senior 63 Tackles, 15 Tackles-for-loss und 11 Sacks.
Er wurde auf der Rekrutierungsseite Rivals.com als Drei-Sterne-Talent ausgezeichnet und wurde als 37. bester Defensive Tackle des Landes bewertet. Er entschied sich, trotz anderer Stipendienangebote von Toledo, Akron und Rutgers, für seine Heimatstadt Pittsburgh aufzulaufen.

## College

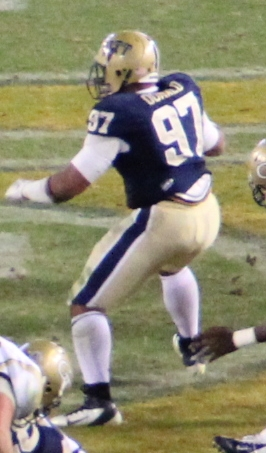
Donald im College (2013)

Als Freshman spielte Donald in allen 13 Spielen als Ersatz-Defensive End für Pittsburgh. Dabei verzeichnete er 11 Tackles, darunter drei Tackles-for-loss, und zwei Sacks. Im Jahr 2011, als Sophomore, wurde Donald in die Startaufstellung berufen und legte eine herausragende Saison hin. Er verzeichnete 47 Tackles, darunter 16 for-loss, 11 Sacks und einen erzwungenen Fumble, und wurde in das All-Big East Second Team ernannt. Als Junior verbuchte er 64 Tackles, darunter 18,5 for-loss, 5,5 Sacks und einen erzwungenen Fumble und erhielt die Ehre, in das All-Big East First Team gewählt zu werden. In seiner Senior-Saison wurde er zu einem der produktivsten Defensivspieler in der gesamten NCAA. Er verbuchte 59 Tackles, darunter eine Karrierebestleistung von 28,5 für Verlust, 11 Sacks und vier erzwungene Fumbles. Er wurde zum ACC Defensive Player of the Year ernannt und war ein einstimmiger All-American.

## NFL

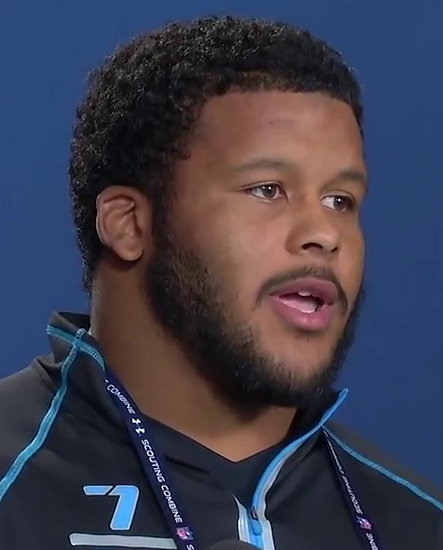
Aaron Donald beim NFL Combine (2014)

Beim NFL Combine stellte Donald einen Rekord für die schnellste 40-Yard-Dash-Zeit eines Defensive Tackles auf, mit einer Zeit von 4,68 Sekunden. Der Rekord wurde zuvor von Tank Johnson gehalten, der 2004 eine Zeit von 4,69 Sekunden erreichte. Er wurde daraufhin mit NFL-Legende John Randle verglichen, welcher den Großteil seiner Karriere als All-Pro Defensive Tackle bei den Minnesota Vikings verbrachte. Beim NFL Draft 2014 wurde er in der ersten Runde an 13. Stelle von den St. Louis Rams ausgewählt.

### 2014
Am 16. Juni 2014 unterzeichnete Donald bei den Rams einen vierjährigen Rookie-Vertrag in Höhe von 10,13 Millionen US-Dollar, der vollständig garantiert war. Der Vertrag enthielt auch einen Signing Bonus in Höhe von 5,69 Millionen USD sowie eine Option für das fünfte Jahr.
Am 7. September 2014 gab Donald sein NFL-Debüt in einem Spiel gegen die Minnesota Vikings. Er beendete das Spiel mit vier Tackles bei einer 6:34-Niederlage. In der folgenden Woche verzeichnete er drei Tackles und seinen ersten Sack während eines 19:17-Sieges gegen die Tampa Bay Buccaneers. Am 13. Oktober 2014 erhielt er seinen ersten Start in der Karriere gegen die San Francisco 49ers und beendete das Spiel mit vier Solo-Tackles. Nachdem er 47 Tackles, neun Sacks und zwei erzwungene Fumbles zu verzeichnen hatte, wurde Donald einer von fünf Rookies, die für den Pro Bowl 2015 ausgewählt wurden. Donald gewann außerdem den NFL Defensive Rookie of the Year Award.

### 2015
Zum Saisonauftakt erzielte Donald gegen die Seattle Seahawks neun Gesamttackles und zwei Sacks, was den Rams zu einem 34:31-Sieg in der Verlängerung verhalf. Für diese Leistung wurde er zum ersten Mal in seiner Karriere zum NFC Defensive Player of the Week ernannt. Am 13. Dezember 2015 verzeichnete Donald fünf Tackles und eine Karrierehöchstleistung von drei Sacks gegen die Detroit Lions in Woche 14. Nach seiner Leistung gegen die Lions erhielt er seine zweite Auszeichnung als NFC Defensive Player of the Week.
Donald startete alle 16 Spiele und beendete die Saison mit 69 Tackles, 11 Sacks und einem eroberten Fumble. Er wurde zum zweiten Mal in Folge für den Pro Bowl nominiert und zum ersten Mal in seiner NFL-Karriere in das All-Pro First Team gewählt. Außerdem wurde er von seinen Mitspielern auf Platz 14 in der Liste der NFL Top 100 Players of 2016 gewählt.

### 2016
Am 12. September 2016 wurde Donald wegen illegalen Kontakts mit einem Schiedsrichter während einer 28:0-Niederlage gegen die San Francisco 49ers  des Feldes verwiesen und vier Tage später mit einer Geldbuße in Höhe von 21.269 US-Dollar bestraft (9.115 US-Dollar für unnötige Härte und 12.154 US-Dollar für unsportliches Verhalten). In Woche 4 verzeichnete Donald bei einem 17:13-Sieg gegen die Arizona Cardinals 1,5 Sacks, fünf Gesamttackles, einen Tackle-for-Loss, fünf Quarterback-Hits und einen erzwungenen Fumble. Nach dieser Leistung gegen die Cardinals wurde er zum dritten Mal in seiner Karriere zum NFC Defensive Player of the Week ernannt. Am 21. Oktober 2016 wurde er mit 18.231 US-Dollar für unsportliches Verhalten bestraft, nachdem er während eines Spiels gegen die Detroit Lions erneut eine Regelwidrigkeit begangen hatte. Ungefähr zwei Monate später, in einem Spiel gegen die Seattle Seahawks in Woche 15, wurde Donald erneut eine Geldstrafe auferlegt.
Die Rams beendeten die Saison zwar als das fünftschlechteste Team der Liga, aber dennoch wurde Donald aufgrund seiner fabelhaften Leistung zum dritten Mal in Folge in den Pro Bowl gewählt und zum zweiten Mal in das All-Pro First Team. Nach Ende der Saison wurde er auf Platz 15 in der Liste der NFL Top 100 Players of 2017 gerankt.

### 2017
Am 12. April 2017 nutzten die Rams die Option zur Verlängerung von Donalds Vertrag um ein fünftes Jahr. Aufgrund eines Streits um die Vertragsverlängerung nahm Donald nicht am Trainingslager teil und akkumulierte dabei etwa 1,4 Millionen US-Dollar an Strafen aufgrund seiner Nichtteilnahme, und jedes Spiel, das er verpasste, kostete ihn ein Spielgehalt von seinem Basisgehalt von 1,8 Millionen US-Dollar. Am 9. September 2017 meldete sich Donald bei den Rams und bestand seinen medizinischen Check; jedoch spielte er nicht beim Saisonauftakt gegen die Indianapolis Colts am nächsten Tag, den die Rams mit 46:9 gewannen. Donald gab sein Saisondebüt gegen die Washington Redskins und verzeichnete zwei Tackles bei der 20:27-Niederlage. Im nächsten Spiel gegen die San Francisco 49ers verzeichnete er drei Tackles und sackte Brian Hoyer im vierten Viertel, um einen 41:39-Auswärtssieg für die Rams zu sichern. In einem 42:7-Auswärtssieg über die Seattle Seahawks in Woche 15 verzeichnete er fünf Tackles, drei Sacks und einen erzwungenen Fumble.
Nach einer erfolgreichen Saison mit einer Bilanz von 11 Siegen und 5 Niederlagen schafften die Rams es erstmals in Donalds Karriere, sich für die Playoffs zu qualifizieren. Dort trafen sie in der Wild Card Round auf die Atlanta Falcons und verloren 13:26. Donald erzielte dabei 5 Tackles, ein Tackle-for-loss und einen halben Sack.
Am Ende der Saison wurde Donald zum vierten Mal in Folge in den Pro Bowl berufen und zum dritten Mal in das All-Pro First Team gewählt. Donald beendete die Saison 2017 mit 41 Tackles, 11 Sacks und einem Karrierehöchstwert von fünf erzwungenen Fumbles. Nach einer herausragenden Saison 2017 wurde Donald zum ersten Mal in seiner Karriere zum NFL Defensive Player of the Year ernannt. Er wurde von seinen NFL-Mitspielern auf Platz 7 in der Liste der NFL Top 100 Players of 2018 platziert.

### 2018

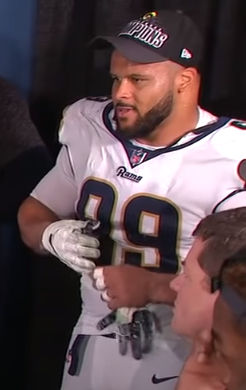
Aaron Donald nach Einzug in Super Bowl LIII (2018)

Knapp vor Beginn der Regular Season, am 31. August 2018, erhielt Donald, nachdem er die gesamte Off-Season ausgesetzt hatte, von den Rams einen neuen Sechsjahresvertrag in Höhe von 135 Millionen US-Dollar (87 davon garantiert), wodurch er für kurze Zeit zum bestbezahlten Defensiv-Spieler aller Zeiten wurde, bis er einen Tag später von Khalil Mack abgelöst wurde.
In Woche 7 verzeichnete Donald gegen die San Francisco 49ers vier Sacks an Quarterback C. J. Beathard, dazu neun Tackles, sechs davon Tackles-for-loss, und fünf Hits gegen den Quarterback bei einem 39:10-Auswärtssieg. Für diese Leistung wurde er zum vierten Mal in seiner Karriere zum NFC Defensive Player of the Week ernannt. Im Oktober wurde Donald zum NFC Defensive Player of the Month ernannt, nachdem er acht Sacks, 17 Tackles und einen erzwungenen Fumble zu verzeichnen hatte. In Woche 16 verzeichnete Donald sieben Tackles (davon vier Tackles-for-loss) und drei Sacks bei einem 31:9-Sieg über die Arizona Cardinals, was ihm seinen fünften Titel als NFC Defensive Player of the Week einbrachte. Mit diesen drei Sacks erreichte er eine Saisonbilanz von 19,5 Sacks, was den Rekord für die meisten Sacks in einer Saison durch einen Defensive Tackle brach, der zuvor von Keith Millard mit 18,0 gehalten wurde. Donald legte in Woche 17 gegen die 49ers einen weiteren Sack nach und beendete die Saison mit insgesamt 20,5 Sacks, was ligaweit die höchste Anzahl darstellte. Donald wurde zum NFC Defensive Player of the Month für den Monat Dezember ernannt, was seine zweite Auszeichnung in dieser Saison war. Donald wurde für seine Leistungen in der Saison 2018 in den Pro Bowl berufen.
Am 4. Januar 2019 wurde Donald als einziger Spieler einstimmig in das All-Pro First Team berufen. Am 2. Februar 2019 wurde Donald zum zweiten Mal in Folge zum NFL Defensive Player of the Year ernannt und schloss sich somit Lawrence Taylor und J. J. Watt als einzige Spieler an, die diese Auszeichnung in aufeinanderfolgenden Saisons erhalten haben. Donald half den Rams dazu, die Dallas Cowboys in der Divisional Round und die New Orleans Saints in der NFC Championship zu besiegen und damit den Super Bowl zu erreichen. Im Super Bowl LIII verzeichnete Donald fünf Tackles, aber die Rams verloren mit 3:13 gegen die New England Patriots, wobei die Offensive Linemen der Patriots Donald über das gesamte Spiel doppelt deckten (en.: double team), um seine Effektivität zu neutralisieren, was als entscheidender Faktor für das Ergebnis galt. Nach der Saison wurde er zum ersten Mal in seiner Karriere auf Platz eins in der Liste der NFL Top 100 Players of 2019 gelistet.

### 2019

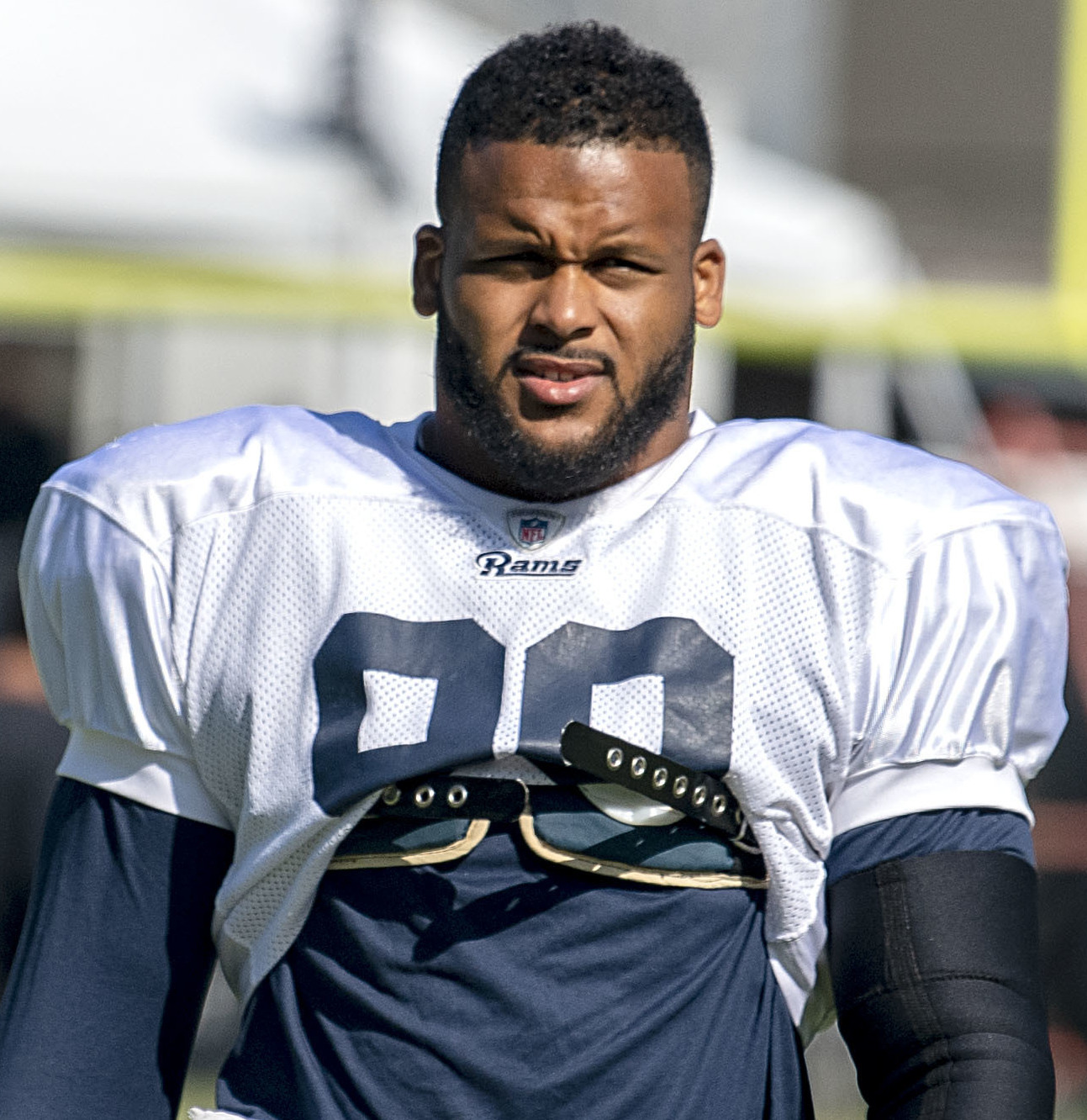
Aaron Donald (2019)

In Woche 3 gegen die Cleveland Browns verzeichnete Donald seinen ersten Sack der Saison gegen Baker Mayfield bei einem 20:13-Auswärtssieg. Allerdings wurde er sechs Tage nach dem Spiel mit 21.056 US-Dollar für einen sogenannten roughing the passer Hit gegen den Quarterback bestraft. Drei Wochen später gegen die San Francisco 49ers sackte Donald Jimmy Garoppolo zweimal bei einer 20:7-Niederlage. Im nächsten Spiel gegen die Atlanta Falcons verzeichnete Donald einen Strip-Sack gegen Matt Ryan und eroberte den Ball, womit er den Rams zu einem 37:10-Auswärtssieg verhalf. In Woche 11 gegen die Chicago Bears am Sunday Night Football verzeichnete Donald zwei Sacks, vier Tackles und einen verteidigten Pass bei einem 17:7-Sieg und erhielt die Auszeichnung zum NFC Defensive Player of the Week. In Woche 16 gegen die 49ers sackte er Garoppolo 1,5-mal bei einer 34:31-Auswärtsniederlage. Donald wurde nach Abschluss der Saison 2019 erneut für den Pro Bowl ausgewählt, nachdem er in 16 Spielen 48 Tackles, 12,5 Sacks, zwei verteidigte Pässe, zwei erzwungene Fumbles und einen eroberten Fumble erzielt hatte. Er erhielt außerdem erneut die Ehre, in das All-Pro First Team gewählt zu werden, und wurde von seinen NFL-Kollegen auf Platz drei in der Liste der NFL Top 100 Players of 2020 gewählt.

### 2020
Beim Sunday Night Football zum Saisonauftakt gegen die Dallas Cowboys verzeichnete Donald einen Sack gegen Quarterback Dak Prescott beim 20:17-Sieg. Zwei Wochen später gegen die Buffalo Bills sackte er Josh Allen gleich zweimal, wobei einer davon ein Strip Sack mit anschließender Balleroberung war. Dennoch unterlagen die Rams den Bills 32:35. In Woche 5 erzielte Donald gegen das Washington Football Team vier Sacks und führte die Rams zu einem 30:10-Auswärtssieg. Für seine Leistung wurde er zum NFC Defensive Player of the Week ernannt. Drei Wochen später, gegen die Miami Dolphins, erzielte Donald einen Strip Sack gegen den Rookie-Quarterback Tua Tagovailoa, und das bei Tagovailoas erstem Karriere-Passversuch, bei einer 28:17-Auswärtsniederlage. In Woche 12 gegen die San Francisco 49ers sackte Donald Nick Mullens und erzwang einen Fumble beim Runningback Raheem Mostert, der von seinem Teamkollegen Troy Hill erobert und für einen Touchdown zurückgetragen wurde. Das Spiel wurde jedoch trotzdem mit 23:20 verloren.
Donald erhielt erneut die Ehre, in den Pro Bowl sowie das All-Pro First Team gewählt zu werden. In der Wild-Card-Runde der Playoffs gegen die Seattle Seahawks sackte Donald Russell Wilson zweimal bei einem 30:20-Sieg, verließ das Spiel jedoch verfrüht aufgrund einer Rippenverletzung. Nach der Verletzung gelang Donald in der Divisional Round kein gutes Spiel und erzielte weder Sack noch Tackle-for-loss, woraufhin die Rams 18:32 gegen die Green Bay Packers verloren. Am 6. Februar 2021 wurde Donald zum dritten Mal in vier Jahren zum NFL Defensive Player of the Year ernannt, nachdem er die Rams zur besten Defensive der gesamten Liga führte (in zugelassenen Yards sowie Punkten). Er wurde von seinen Kollegen auf Platz zwei in der Liste der NFL Top 100 Players of 2021 gewählt.

### 2021
In Woche 12 gegen die Green Bay Packers geriet Donald in eine Auseinandersetzung mit dem Offensive Lineman Lucas Patrick und würgte ihn. Für sein Fehlverhalten wurde er mit 10.300 US-Dollar bestraft. Zwei Wochen später verzeichnete Donald gegen die Arizona Cardinals drei Sacks, fünf Tackles (drei Tackles-for-loss), einen verteidigten Pass und verhalf den Rams somit zu einem 30:23-Auswärtssieg. Er wurde zum NFC Defensive Player of the Week ernannt. Er erhielt auch die Auszeichnung zum NFC Defensive Player of the Month für den Monat Dezember.
Wie in Woche 12 geriet Donald in der Wildcard-Runde gegen die Cardinals erneut in eine Auseinandersetzung, bei der er D. J. Humphries attackierte und zu würgen versuchte. Er wurde mit einer Geldbuße von 10.815 US-Dollar bestraft. Die Rams gewannen das Spiel mit 34:11 und zogen in die Divisional Round ein, wo sie die Tampa Bay Buccaneers mit 30:27 besiegten. Im NFC Championship Game führte Donalds Pressure auf 49ers-Quarterback Jimmy Garoppolo zu einer spielentscheidenden Interception, womit die Rams mit 20:17 ihre zweite NFC-Meisterschaft in vier Saisons gewannen. Im Super Bowl LVI gegen die Cincinnati Bengals verbuchte Donald zwei Sacks und drei Quarterback-Hits, darunter auch das spielentscheidende Pressure bei einem fourth-and-1 der Bengals, welches zu einem unvollständigen Pass führte und den Sieg mit 23:20 besiegelte.
Donald wurde erneut für den Pro Bowl nominiert und zum siebten Mal in seiner Karriere in das All-Pro First Team gewählt. Er wurde von seinen Mitspielern auf Platz zwei in der Liste der NFL Top 100 Players of 2022 gerankt.

### 2022
Am 7. Juni 2022 gaben die Rams bekannt, dass sie Donalds bestehende Vertragsverlängerung, die 2018 unterzeichnet wurde, neu verhandelt hatten. Die Vereinbarung, die 40 Millionen US-Dollar über die letzten drei Jahre des ursprünglichen Sechsjahresvertrags in Höhe von 135 Millionen US-Dollar hinzufügte, machte Donald zum ersten Nicht-QB, der mehr als 30 Millionen US-Dollar pro Saison verdient. Am 25. August geriet Donald während einer gemeinsamen Trainingseinheit der Rams und Cincinnati Bengals in eine Auseinandersetzung.
In Woche 13 erlitt Donald eine Bänderdehnung im Knöchel bei einer Auswärtsniederlage gegen die Kansas City Chiefs. Da die Rams zu diesem Zeitpunkt unerwartet aus dem Playoff-Rennen ausgeschieden waren, beeilten sie sich nicht, Donald wieder einzusetzen, sondern ließen ihm Zeit zum Regenerieren. Schließlich wurde er einige Wochen später für den Rest der Saison aus dem Spiel genommen. Donald verpasste somit die letzten sechs Spiele der Mannschaft, nachdem er in seiner Karriere zuvor lediglich zwei Spiele verpasst hatte, und beendete seine verkürzte Saison mit insgesamt 49 Tackles, zehn Tackles-for-loss und fünf Sacks.
Donald wurde erneut für den Pro Bowl nominiert, schaffte es jedoch zum ersten Mal seit seiner Rookie-Saison im Jahr 2014 nicht, in das All-Pro First Team gewählt zu werden. Er wurde von seinen NFL-Kollegen auf Platz elf in der Liste der NFL Top 100 Players of 2023 gelistet – das erste Mal nach sieben Jahren, dass er außerhalb der Top 10 landete.

### 2023
In der Saison 2023 erzielte Donald acht Sacks, 53 Tackles und drei verteidigte Passversuche, womit er den Rams zu einer 10:7-Bilanz und einer Rückkehr in die Playoffs verhalf. Er wurde zum zehnten Mal für den Pro Bowl und zum achten Mal für das All-Pro First Team nominiert.
Nach Ende der Playoffs gab Donald am 15. März 2024 nach zehn Jahren in der NFL sein Karriereende bekannt.

## Statistiken

### NFL
| Legende | Legende                          |
| ------- | -------------------------------- |
|         | NFL Defensive Player of the Year |
|         | Super-Bowl-Sieg                  |
|         | Führt die Liga an                |
| Fett    | Karriere-Bestmarke               |

#### Hauptrunde
| St. Louis/Los Angeles Rams | St. Louis/Los Angeles Rams | St. Louis/Los Angeles Rams | St. Louis/Los Angeles Rams | St. Louis/Los Angeles Rams | St. Louis/Los Angeles Rams | St. Louis/Los Angeles Rams | St. Louis/Los Angeles Rams | St. Louis/Los Angeles Rams | St. Louis/Los Angeles Rams | St. Louis/Los Angeles Rams | St. Louis/Los Angeles Rams | St. Louis/Los Angeles Rams | St. Louis/Los Angeles Rams | St. Louis/Los Angeles Rams | St. Louis/Los Angeles Rams | St. Louis/Los Angeles Rams | St. Louis/Los Angeles Rams | St. Louis/Los Angeles Rams |
| Saison                     | Team                       | Spiele                     | Spiele                     | Tackles                    | Tackles                    | Tackles                    | Tackles                    | Tackles                    | Interceptions              | Interceptions              | Interceptions              | Interceptions              | Interceptions              | Interceptions              | Fumbles                    | Fumbles                    | Fumbles                    | Fumbles                    |
| Saison                     | Team                       | GP                         | GS                         | Cmb                        | Solo                       | Ast                        | Sck                        | TFL                        | PD                         | Int                        | Yds                        | Avg                        | Lng                        | TD                         | FF                         | FR                         | Yds                        | TD                         |
| -------------------------- | -------------------------- | -------------------------- | -------------------------- | -------------------------- | -------------------------- | -------------------------- | -------------------------- | -------------------------- | -------------------------- | -------------------------- | -------------------------- | -------------------------- | -------------------------- | -------------------------- | -------------------------- | -------------------------- | -------------------------- | -------------------------- |
| 2014                       | STL                        | 16                         | 12                         | 48                         | 38                         | 10                         | 9,0                        | 18                         | 1                          | —                          | —                          | —                          | —                          | —                          | 2                          | 0                          | 0                          | 0                          |
| 2015                       | STL                        | 16                         | 16                         | 69                         | 44                         | 25                         | 11,0                       | 22                         | 1                          | —                          | —                          | —                          | —                          | —                          | 0                          | 1                          | 40                         | 0                          |
| 2016                       | LAR                        | 16                         | 16                         | 47                         | 36                         | 11                         | 8,0                        | 17                         | 5                          | —                          | —                          | —                          | —                          | —                          | 2                          | 0                          | 0                          | 0                          |
| 2017                       | LAR                        | 14                         | 14                         | 41                         | 32                         | 9                          | 11,0                       | 15                         | 1                          | —                          | —                          | —                          | —                          | —                          | 5                          | 1                          | 0                          | 0                          |
| 2018                       | LAR                        | 16                         | 16                         | 59                         | 41                         | 18                         | 20,5                       | 25                         | 1                          | —                          | —                          | —                          | —                          | —                          | 4                          | 2                          | 0                          | 0                          |
| 2019                       | LAR                        | 16                         | 16                         | 48                         | 29                         | 19                         | 12,5                       | 20                         | 2                          | —                          | —                          | —                          | —                          | —                          | 2                          | 1                          | 0                          | 0                          |
| 2020                       | LAR                        | 16                         | 16                         | 45                         | 27                         | 18                         | 13,5                       | 14                         | 1                          | —                          | —                          | —                          | —                          | —                          | 4                          | 1                          | 0                          | 0                          |
| 2021                       | LAR                        | 17                         | 17                         | 84                         | 38                         | 46                         | 12,5                       | 19                         | 4                          | —                          | —                          | —                          | —                          | —                          | 4                          | 0                          | 0                          | 0                          |
| 2022                       | LAR                        | 11                         | 11                         | 49                         | 27                         | 22                         | 5,0                        | 10                         | 2                          | —                          | —                          | —                          | —                          | —                          | 1                          | 1                          | 0                          | 0                          |
| 2023                       | LAR                        | 16                         | 16                         | 53                         | 28                         | 25                         | 8,0                        | 16                         | 3                          | —                          | —                          | —                          | —                          | —                          | 0                          | 0                          | 0                          | 0                          |
| Gesamt                     | Gesamt                     | 154                        | 150                        | 543                        | 340                        | 203                        | 111,0                      | 176                        | 21                         | 0                          | 0                          | 0.0                        | 0                          | 0                          | 24                         | 7                          | 40                         | 0                          |

#### Playoffs
| Los Angeles Rams | Los Angeles Rams | Los Angeles Rams | Los Angeles Rams | Los Angeles Rams | Los Angeles Rams | Los Angeles Rams | Los Angeles Rams | Los Angeles Rams | Los Angeles Rams | Los Angeles Rams | Los Angeles Rams | Los Angeles Rams | Los Angeles Rams | Los Angeles Rams | Los Angeles Rams | Los Angeles Rams | Los Angeles Rams | Los Angeles Rams |
| Saison           | Team             | Spiele           | Spiele           | Tackles          | Tackles          | Tackles          | Tackles          | Tackles          | Interceptions    | Interceptions    | Interceptions    | Interceptions    | Interceptions    | Interceptions    | Fumbles          | Fumbles          | Fumbles          | Fumbles          |
| Saison           | Team             | GP               | GS               | Cmb              | Solo             | Ast              | Sck              | TFL              | PD               | Int              | Yds              | Avg              | Lng              | TD               | FF               | FR               | Yds              | TD               |
| ---------------- | ---------------- | ---------------- | ---------------- | ---------------- | ---------------- | ---------------- | ---------------- | ---------------- | ---------------- | ---------------- | ---------------- | ---------------- | ---------------- | ---------------- | ---------------- | ---------------- | ---------------- | ---------------- |
| 2017             | LAR              | 1                | 1                | 5                | 4                | 1                | 0,5              | 1                | 0                | —                | —                | —                | —                | —                | —                | —                | —                | —                |
| 2018             | LAR              | 3                | 3                | 9                | 5                | 4                | 0,0              | 3                | 0                | —                | —                | —                | —                | —                | —                | —                | —                | —                |
| 2020             | LAR              | 2                | 2                | 4                | 3                | 1                | 2,0              | 2                | 0                | —                | —                | —                | —                | —                | —                | —                | —                | —                |
| 2021             | LAR              | 4                | 4                | 13               | 6                | 7                | 3,5              | 4                | 1                | —                | —                | —                | —                | —                | —                | —                | —                | —                |
| 2023             | LAR              | 1                | 1                | 3                | 1                | 2                | 0,0              | 0                | 0                | —                | —                | —                | —                | —                | —                | —                | —                | —                |
| Gesamt           | Gesamt           | 11               | 11               | 34               | 19               | 15               | 6.0              | 10               | 1                | 0                | 0                | 0.0              | 0                | 0                | 0                | 0                | 0                | 0                |

### College
| Legende | Legende                          |
| ------- | -------------------------------- |
|         | ACC Defensive Player of the Year |
|         | Führt die Liga an                |
| Fett    | Karriere-Bestmarke               |

| Pittsburgh Panthers | Pittsburgh Panthers | Pittsburgh Panthers | Pittsburgh Panthers | Pittsburgh Panthers | Pittsburgh Panthers | Pittsburgh Panthers | Pittsburgh Panthers | Pittsburgh Panthers | Pittsburgh Panthers | Pittsburgh Panthers | Pittsburgh Panthers | Pittsburgh Panthers | Pittsburgh Panthers | Pittsburgh Panthers | Pittsburgh Panthers | Pittsburgh Panthers | Pittsburgh Panthers | Pittsburgh Panthers |
| Saison              | Team                | Spiele              | Tackles             | Tackles             | Tackles             | Tackles             | Tackles             | Interceptions       | Interceptions       | Interceptions       | Interceptions       | Interceptions       | Interceptions       | Fumbles             | Fumbles             | Fumbles             | Fumbles             |                     |
| Saison              | Team                | GP                  | Cmb                 | Solo                | Ast                 | TFL                 | Sck                 | PD                  | Int                 | Yds                 | Avg                 | Lng                 | TD                  | FF                  | FR                  | Yds                 | TD                  |                     |
| ------------------- | ------------------- | ------------------- | ------------------- | ------------------- | ------------------- | ------------------- | ------------------- | ------------------- | ------------------- | ------------------- | ------------------- | ------------------- | ------------------- | ------------------- | ------------------- | ------------------- | ------------------- | ------------------- |
| 2010                | PIT                 | 13                  | 11                  | 8                   | 3                   | 3,0                 | 2,0                 | 1                   | —                   | —                   | —                   | —                   | —                   | 0                   | 0                   | 0                   | 0                   |                     |
| 2011                | PIT                 | 13                  | 47                  | 22                  | 25                  | 16,0                | 11,0                | 4                   | —                   | —                   | —                   | —                   | —                   | 1                   | 0                   | 0                   | 0                   |                     |
| 2012                | PIT                 | 12                  | 64                  | 42                  | 22                  | 18,5                | 5,5                 | 2                   | —                   | —                   | —                   | —                   | —                   | 1                   | 0                   | 0                   | 0                   |                     |
| 2013                | PIT                 | 13                  | 59                  | 43                  | 16                  | 28,5                | 11,0                | 3                   | —                   | —                   | —                   | —                   | —                   | 4                   | 0                   | 0                   | 0                   |                     |
| Gesamt              | Gesamt              | 51                  | 181                 | 115                 | 66                  | 66,0                | 29,5                | 10                  | 0                   | 0                   | 0                   | 0                   | 0                   | 6                   | 0                   | 0                   | 0                   |                     |